# جاي ريتشارد فيشر
جاي ريتشارد فيشر (بالإنجليزية: J. Richard Fisher)‏ هو عالم فلك أمريكي، ولد في 10 ديسمبر 1943 في بيتسبرغ في الولايات المتحدة.